# 李和忠
李和忠（1968年2月—），辽宁本溪人，汉族，中国共产党党员。中华人民共和国政治人物、第十三届全国人民代表大会辽宁地区代表。

## 生平
曾任共青团辽宁省委副书记、党组成员，营口市委常委、组织部部长兼营口高新技术产业开发区党工委书记，营口市委副书记、市委党校校长；2015年4月，任营口港务集团有限公司党委书记、董事长；2019年1月被免职。
2018年2月24日，当选为第十三届全国人大代表。
2022年8月22日，原营口港务集团有限公司党委书记、董事长李和忠涉嫌严重违纪违法接受辽宁省纪委监委纪律审查和监察调查。
2022年11月29日，被辽宁省人大常委会罢免全国人民代表大会代表职务，2022年12月30日代表资格终止。